# Андрей Нестасе
Андре́й Неста́се (рум. Andrei Năstase; нар. 6 серпня 1975, Миндрешть, Теленештський район, Молдова) — молдовський адвокат, громадський діяч і політик, член-засновник і лідер платформи «Гідність і правда», голова та засновник Партії «Платформа Гідність і правда» (Молдова).

## Життєпис
1982—1992 — навчався в школі села Миндрешть.
1992—1993 — навчався на історико-географічному факультеті Університету Штефана чел Маре в Сучаві, Румунія.
1993—1997 — на юридичному факультеті Яського університету ім. Іоана Куза в Яссах, Румунія.
1997—2000 — працював прокурором, а з 15 листопада 2002 має ліцензію адвоката.
На початку 2015 разом з багатьма іншими відомими громадськими діячами заснував Платформу «Гідність і правда», також був одним із лідерів антикорупційних протестів у Молдові 2015—2016.
У грудні 2015 разом з частиною членів Платформи «Гідність і правда» приєднався до Партії «Народна сила» (PFP), а на позачерговому з'їзді PFP 13 грудня 2015 партія була перейменована на Партію «Платформа Гідність і правда», також був обраний новий склад політради партії, а Андрей Нестасе обирається головою партії.
Нестасе відомий у Молдові як один із головних політичних противників Влада Плахотнюка і він навіть кидав виклик Плахотнюку із пропозицією влаштувати публічні дебати, але безуспішно.
20 травня 2018 вийшов у другий тур на дострокових виборах у Кишиневі разом із Йоном Чебаном від Партії соціалістів РМ і здобув перемогу. Однак 19 червня 2018 міський суд Кишинева скасував результати виборів. 21 червня рішення про скасування було підтверджене Апеляційною палатою Кишинева.
8 червня під час конституційної кризи 2019 року призначений віцепрем'єр-міністром і міністром внутрішніх справ в уряді Маї Санду.
25 червня 2019 року у ПАРЄ проголосував за резолюцію, у якій ідеться про те, що право голосувати, виступати і бути представленим в Асамблеї та її органах не можуть бути припинені або вилучені в ході оскарження чи перегляду повноважень. Унаслідок цього російська делегація повертається до ПАРЄ.
У 2022 році Андрія Нестасе виключили з партії Платформа «Гідність і правда».

## Родина
Одружений і має трьох дітей. Його брат Василій Нестасе, журналіст і колишній депутат парламенту Молдови першого скликання, один із тих, хто підписав Декларацію про незалежність Республіки Молдова. Василій був також одним із лідерів платформи «Гідність і правда».